# Alcipe de Java
L'alcipe de Java (Alcippe pyrrhoptera) és un ocell de la família dels alcipeids (Alcippeidae) que habita els boscos de Java.